# 20Q

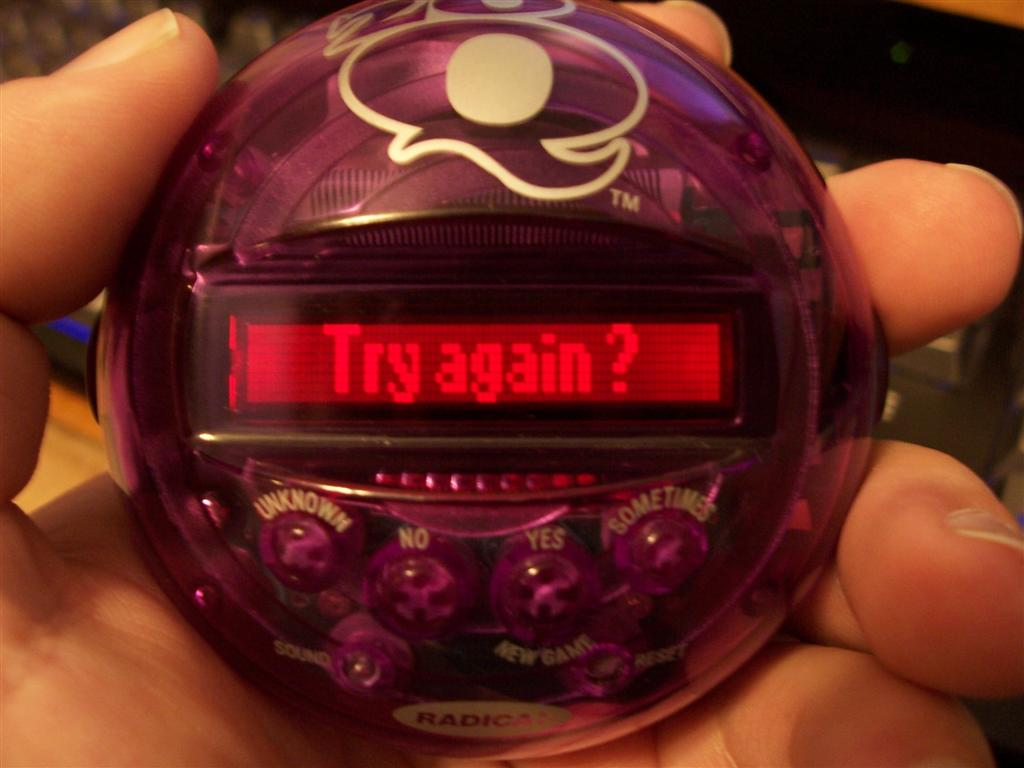
Rotes tragbares 20Q-Spiel

20Q ist ein computerbasiertes Spiel, das 20 Fragen stellt. Ursprünglich war es ein Experiment zur künstlichen Intelligenz (KI).

## Das Spiel
Das Spiel 20Q ist ein Gerät, das auf dem Gesellschaftsspiel Twenty Questions basiert. Das Gerät bittet den Spieler an etwas Beliebiges zu denken und versucht dann, es zu erraten, indem es 20 Fragen stellt, die mit ja oder nein zu beantworten sind.

## Prinzip und Geschichte
20Q entstand 1988 als ein Experiment zur künstlichen Intelligenz (KI). Das Prinzip ist, dass der Spieler an etwas denkt, die künstliche Intelligenz eine Reihe Fragen stellt und darauf rät, woran der Spieler denkt. Die künstliche Intelligenz lernt selbständig aus den Informationen, die sie von den Spielern geliefert bekommt und wird nicht programmiert. Der Spieler kann die Fragen folgendermaßen beantworten: Ja, Nein, Unbekannt, oder Manchmal. Das Experiment basiert auf dem klassischen Wortspiel Twenty Questions und auf dem Computerspiel Animals, das in den frühen 70ern populär war und eine wesentlich einfachere Methode verwendete, um ein Tier zu erraten.
Die 20Q KI verwendet ein künstliches neuronales Netz um die Fragen auszuwählen und zu raten. Nachdem der Spieler 20 Fragen beantwortet hat (manchmal auch früher), rät 20Q. Wenn es daneben liegt, stellt es weitere Fragen und rät noch einmal. Es rät ausschließlich basierend auf den erlernten Informationen; es wurde nicht mit Informationen oder der Meinung des Erfinders gefüttert. Alle Antworten basieren auf den Interpretationen des Spielers bezüglich früherer Fragen.
Die 20Q KI entscheidet selbständig, wie sie die Informationen verwertet. Man könnte sie eher als Laientaxonomie umschreiben, denn als Taxonomie. Ihr Wissen wächst mit jedem Spiel. In dieser Hinsicht kann die Onlineversion der 20 KI ungenau sein, da sie eher auf das zurückgreift, was die Leute denken, als das, was sie wissen. Die Grenzen der Taxonomie werden oft durch die KI selbst überwunden, weil sie lernen und sich anpassen kann. Wenn der Spieler beispielsweise an „Pferd“ denkt und die Frage „Ist es ein Tier“ verneint, wird die KI dennoch richtig raten, obwohl ihr gesagt wurde, ein Pferd sei kein Tier.
Kevin Kelly, Mitbegründer des Wired Magazin, schrieb:
„Burned into its 8-bit chip is a neural net that has been learning for 17 years. Inventor Robin Burgener programmed a simple neural net on a DOS machine 1988. He taught it 20 questions about a cat. He then passed the program around to friends on a floppy and had them challenge the neural net with their yes/no answers to the object they had in mind. The neural net learns only when it plays a game; no data is added except for the yes/no answers of visitors. So the more people who test it, the more they teach it. In 1995 Burgener put the now robust neural net onto the new web where anyone could play it (that is, train it) 24 hours a day. And they did. Burgener's genius was to turn the hard tedious work of training a neural net into a fun game for humans.“
„The 20Q A.I. is adaptable, scalable, modular and embeddable, and for this reason, it is possible for it to expand its knowledge and learn about more specific things. It is now learning in twenty-one languages, as well as everything it can about music, sports, movies and television.“
Übersetzung:
„Eingebrannt in seinen 8-bit-Chip ist ein neuronales Netz, das 17 Jahre lang gelernt hat. Der Erfinder Robin Burgener programmierte 1988 auf einem DOS-Rechner ein einfaches neuronales Netz. Er lehrte es 20 Fragen zu einer Kategorie. Er verteilte das Programm auf Disketten an seine Freunde und ließ sie mit ihren Ja-/Nein-Antworten zu dem Objekt, an das sie dachten gegen das neuronale Netz antreten. Das neuronale Netz lernt nur, wenn ein Spiel gespielt wird, es werden ihm außer den Ja-/Nein-Antworten der Spieler keine Daten zugegeben. Je mehr Leute es also ausprobierten, desto mehr lehren sie es. 1995 stellte Burgener das nun robuste neuronale Netz ins Internet, wo jeder mit ihm rund um die Uhr spielen (sprich: es trainieren) konnte. Und das taten sie. Burgeners Begabung war es, die harte, ermüdende Arbeit des Trainierens eines neuronalen Netzes in ein Spiel für Menschen zu verwandeln.“
„Die 20Q KI ist anpassungsfähig, skalierbar, modular und bündig und kann deshalb ihr Wissen erweitern und etwas über differenziertere Sachen lernen. Heute lernt sie in 21 Sprachen genauso wie alles Mögliche über Musik, Sport, Film und Fernsehen.“
Wie vom Erfinder Robin Burgener beschrieben ist das „Ungewöhnliche Wissen“, das die KI am Ende des Spiels ausspuckt, das, was aufkommt, wenn etwas seltsam scheint und sich nicht mit dem deckt was sie weiß. Das macht die KI einzigartig – sie beginnt, ihre eigenen Entscheidungen zu treffen; das sind Informationen, auf die die KI selber kommt, indem sie mit dem was sie gelernt hat und dem, was sie weiß Antworten generiert. Im Laufe der Zeit wird ihr Wissen noch mehr verfeinert. 20Q lernt Entscheidungen zu treffen, indem es gespielt wird – je häufiger ein Objekt gespielt wird, desto mehr lernt die KI über das Objekt. Wenn z. B. der Spieler an das Objekt „Partikelbeschleuniger“ denkt, stellt das Spiel bis zu 20 zielführenden Fragen um das Objekt hinreichend zu beschreiben. Die Online 20Q KI hat circa 10.000.000 gedankliche Verbindungen. Burgener schreibt, dass die Erfolgsquote der Online 20Q KI zwischen 73 und 78 Prozent liegt. Laut Burgener könnte die wirkliche Erfolgsquote durchaus höher liegen, aber er passte den Algorithmus an, um das Spiel interessanter zu machen; wenn die KI jedes Spiel gewinnen würde, wie es theoretisch in einem geschlossenen System realisierbar wäre, wäre das Spiel nicht interessant und die KI würde außerdem nicht weiterhin lernen.
Wenn mehrere Spieler ein bestimmtes Objekt wählen und das Spiel andere Fragen an verschiedene Spieler stellt wird durch die Vielzahl aller gestellten Fragen an die Spieler immer genauer beschrieben. Im Ergebnis kann das Spiel immer zutreffender und schneller das Objekt „Partikelbeschleuniger“ erraten.
Der unterhaltende Faktor liegt dabei, dass der Spieler oft ein Objekt wählt, das er als ausgefallen oder dem Spiel unbekannt einschätzt, um das Spiel zu „überlisten“ („wird nicht erraten“). Tatsächlich haben oft schon andere Spieler an das gleiche Objekt gedacht und somit hat das Spiel umfangreiches Wissen zum erratenden Objekt. Dies stellt sich oft so dar, dass das Spiel vermeintlich diffus wirkende Fragen stellt, bei denen man meint, dass sie dem Spiel beim Erraten des Objektes wohl kaum helfen können und dann aber plötzlich exakt auf das richtige Objekt geraten wird.
Die Online-Version von 20Q wird in 22 Sprachen angeboten und der Spieler kann nach dem Spiel dem System sein Objekt vorschlagen, wenn 20Q das Objekt nicht erraten konnte und ihn noch nicht kennt. Nach eigenen Angaben der Webseite wird die Objektdatenbank in der Online-Version nach redaktioneller Kontrolle um die vorgeschlagenen Begriffe erweitert. Bestimmte Themen werden aus Jugendschutzgründen zensiert und das Spiel weigert sich, weiter zu raten.

## Modularität der künstlichen Intelligenz
Die Modularität der 20Q KI bedeutet, dass sie in Geräte mit kleinem Bildschirm eingebunden werden kann. Im Moment gibt es eine Handheldversion der KI. Das Gerät beinhaltet einen kleinen Bruchteil der 20Q-Websitedatenbank; im Gegensatz zur Onlineversion kann die Handheldversion nicht lernen.
Die 20Q KI unterscheidet sich von weniger flexiblen und extrem großen Expertensystemen. Seine Modularität, Anpassungsfähigkeit und Skalierbarkeit bedeutet, dass man es auf andere, komplexere Geräte, für eine komplexere Nutzung übertragen kann.
„Robin Burgener wants to turn child's play into rocket science. When he speaks to a room full of NASA scientists, programmers and technicians [in May of 2006], he'll explain how a simple parlour game he first adapted into a computer program 20 years ago might just be the answer to some of the agency's most pressing issues.“
„Robin Burgener will ein Kinderspiel in die Raumfahrtforschung übertragen. Wenn er vor einem Raum voll mit NASA-Wissenschaftlern, Programmierern und Technikern spricht (im Mai 2006), wird er erklären, wie ein einfaches Spiel, das er vor 20 Jahren zum ersten Mal in ein Computerprogramm packte, die Antwort auf einige der drängendsten Probleme der Agentur sein könnte.“